# خارهای باراگان
خارهای باراگان (به رومانیایی: Ciulinii Bărăganului) یک فیلم رومانیایی به کارگردانی لوئی دکن است که در سال ۱۹۵۸ بر اساس رمانی به همین نام اثر پانایت ایستراتی، اما بر اساس سناریویی بیشتر در راستای دیدگاه رومانی کمونیست در آن زمان ساخته شد.

## چکیده داستان
در پادشاهی رومانی در سال ۱۹۰۶ و در استپ باراگان، نوجوانی به نام ماتاک و پدر و مادر دهقانش به طرز دردناکی در این سرزمین زندگی می‌کنند. آنها به امید یافتن سرنوشت بهتر روستای خود را ترک می‌کنند اما مادر پس از یک تصادف می‌میرد. برای زنده ماندن، پدر در مزرعه ای استخدام می‌شود. پس از یک سرقت، مالک که یک بویار ثروتمند است، به او را در جرمی گناهکار تلقی می‌کند و سگ‌هایش را رها می‌کند تا او را بکشند. ماتاک را که اکنون تنهاست، خانواده دلسوزی پیش خود می‌برند.
محصولها بد است، و کشاورزان زندگی بدی دارند؛ ولی بویارها زندگی خوبی دارند. در بهار ۱۹۰۷ دهقانان که به حد نهایت در فشار بودند، دست به شورش می‌زنند. سرکوب خونین، و قتل‌عامها وحشتناکند. ماتاک که از وحشت جان سالم به در برده، بار دیگر تصمیم می‌گیرد که آنجا را ترک کند.

## بازیگران
- وبسا چیرلئا: به نقش ماتاک
- آنا تودریستا: به تقش ولادیسکو
- روکساندرا ائونسکو: به نقش استانا
- فلورین پی‌یرسیک: به نقش تانسه
- نیکلای توماسگو: به نقش مارین
- کلودی برتولا: به نقش دوداکا
- ماتئی الکساندرو
- مارچل آنگلسکو
- میهای برچت
- بندیکت دابیجا
- کنستانتین رامادان
- ماریا تاناسه
- ارنست مافتی